# Andrzej Serdiukow
Andrzej Serdiukow (ur. 7 czerwca 1950 w Warszawie) – polski producent i dystrybutor filmowy przez 33 lata związany zawodowo z Telewizją Polską. W latach 1975-1994 kierownik produkcji filmów i seriali telewizyjnych TWF POLTEL, następnie producent nadzorujący produkcję filmową TVP. W latach 1999-2001 Dyrektor Produkcji w Agencji Produkcji Teatralnej i Filmowej, od roku 2001 do 2005 Dyrektor Naczelny Agencji Filmowej i Teatru Telewizji, przewodniczący Kolegium Filmowego i Komisji Kolaudacyjnej TVP SA. W latach 2006-2008 Doradca Zarządu TVP ds. Programowych. W latach 2008-2011 Prezes Zarządu i Dyrektor Artystyczny Studia SYRENA FILMS. Od roku 2011 Dyrektor Zarządzający i Producent Spółki FILM POINT GROUP w Grupie Medialnej POLSKIE MEDIA SA. w latach 2011-2013 Dyrektor wydawniczy miesięcznika FILM należącego do PMPG POLSKIE MEDIA. Od roku 2000 członek założyciel Krajowej Izby Producentów Audiowizualnych (KIPA) a od roku 2002 członek założyciel Polskiej Akademii Filmowej (PAF) oraz członek Europejskiej Akademii Filmowej (EFA) Członek Stowarzyszenia Filmowców Polskich od roku 1990. Laureat kilku nagród filmowych jako producent filmu Warszawa w tym Grand Prix Złotych Lwów Festiwalu Polskich Filmów Fabularnych w Gdyni w 2003. Laureat Bursztynowych Lwow za najlepszą dystrybucję filmową SYRENY FILMS na Festiwalu Polskich Filmów Fabularnych w Gdyni w 2009. Laureat Nagrody Rady Programowej TVP "za najlepszą realizację misji Telewizji Publicznej" w 2004.

## Kariera zawodowa
- 1971-1975  kierownik grupy produkcyjnej i zdjęciowej w PUF POLFILM.
- 1975-1974  kierownik produkcji filmów i seriali telewizyjnych TWF POLTEL
- 1995-1999  producent nadzorujący produkcję filmową FVP SA
- 1999−2001: dyrektor produkcji Telewizyjnej Agencji Produkcji Teatralnej i Filmowej TVP SA
- 2001–2005: dyrektor naczelny Agencji Filmowej i Teatru Telewizji TVP SA.
- 2002-2005   przewodniczący Kolegium Filmowego i Komisji Kolaudacyjnej  TVP SA
- 2005-2008   doradca Zarządu TVP d.s Programowych Filmu.
- 2008−2011: prezes zarządu i dyrektor artystyczny Studia  SYRENA FILMS
- od 2011: dyrektor zarządzający FILM POINT GROUP w grupie Medialnej POLSKIE MEDIA SA
- od 2011 do 2013 Dyrektor Wydawniczy miesięcznika FILM należącego do PMPG POLSKIE MEDIA SA.

## Filmografia
jako producent:
- Sława i Chwała (1997)  Producent nadzorujący TVP
- Żurek (2003)
- Zaginiona (2003)
- Biała Sukienka  (2003)
- Pogoda Na Jutro  (2003)
- Magiczne Drzewo   (2003-2008) serial TVP
- Glina (2003-2008)  serial TVP
- Królowa Chmur (2003)
- Warszawa (2003)
- Wesele (2004)
- Czwarta władza (2004) serial TVP
- W dół kolorowym wzgórzem  (2004)
- Mój Nikifor  (2004)
- Długi weekend   (2004)
- U nas na Pekinie (2004) Dokument fabularyzowany
- Bar pod młynkiem  (2004)
- Oficer  (2004-2005) Serial TVP
- Trzeci (2004)
- Boża podszewka  (2005)  serial TVP
- Rozdroże Cafe (2005)
- Gwiazdy  (2017)
- Dom dobry Sen zły (2024)  Producent Kreatywny

jako koproducent:
- To ja złodziej  (2000)
- GARDEN OF EARTHLY DELIGHTS  (2003)
- Pornografia (2003)
- A TEMETLENT HALLOT  (2004)
- ONO  (2004)
- THE STORY OF FLAX  (2004)  film animowany
- TOUT UN HIVER SANS FEU  (2004)
- Zakochany Anioł (2005)
- INHERITANCE  (2005)
- Oda do radości  (2005)
- Skazany na bluesa (2005)
- Solidarność... Solidarność  (2005)
- Mistrz (2005)
- Skazany na bluesa   (2005)
- Jestem  (2005)
- Komornik (2005)
- Rewers (2009)
- ESSENTIAL KILLING (2010)
- Mistyfikacja  (2010)
- Matka Teresa od kotów (2010)
- Ciacho (2010)
- Płynące wieżowce (2014)
- Wkręceni (2014)

## Wybrane nagrody i odznaczenia
- 1981 -  Srebrny Krzyż Zasługi za zasługi w działalności dla Domów Kultury i Dyskusyjnych Klubów Filmowych Warszawy.
- 1988 -  Złoty Krzyż Zasługi za zasługi w działalności radnego dla kultury m. st. Warszawy.
- 1989 -  Złote Honorowe Odznaczenie "Za zasługi dla Warszawy"
- 2002 – Krzyż Kawalerski Orderu Odrodzenia Polski za wybitne zasługi dla rozwoju Telewizji Polskiej.
- 2003 -  ORZEŁ Polskie Nagrody Filmowe Najlepszy Film
- 2003 – Grand Prix ZŁOTE LWY Festiwalu Polskich Filmów Fabularnych w Gdyni za film Warszawa
- 2004 -  Indywidualna Nagroda Rady Programowej TVP Andrzej Serdiukow za  "Za najlepszą realizacje misji Telewizji Publicznej"
- 2004 – Nagroda Publiczności Tarnowskich Nagród Filmowych za film Warszawa
- 2005 -  Nagroda INTERNATIONAL EMMY Los Angeles za najlepszy serial dla dzieci "Magiczne Drzewo"
- 2005 -  Mój Nikifor Nagroda HOLLYWOOD EAGLE AWARD Festiwal Filmowy w Los Angeles
- 2005 -  Mój Nikifor Nagroda Główna Grand Prix KRYSZTAŁOWY GLOB za Najlepszy Film  Festiwal Karlove Vary
- 2005 -  Wesele  Polska Nagroda Filmowa ORZEŁ za Najlepszy Film
- 2005 -  Wesele 6 Polskich Nagród Filmowych ORŁY
- 2005 -  Mój Nikifor 7 Polskich Nagród Filmowych ORŁY
- 2005 - 2005 – Platinum  Avard na World Fest Independent Film Festiwal Houston w kategorii film kinowy za film Warszawa
- 2017 -  GWIAZDY  Nagroda Specjalna Jury Festiwal w Chicago i Los Angeles